# Grandala bleu
Grandala coelicolor
Genre
Espèce
Statut de conservation UICN

 LC  : Préoccupation mineure
Le Grandala bleu (Grandala coelicolor) est une espèce de passereaux appartenant à la famille des Turdidae. D'après Alan P. Peterson, c'est une espèce monotypique, et la seule du genre Grandala.

## Taxonomie
À la suite de l'étude phylogénique de Jønsson & Fjeldså (2006), le Congrès ornithologique international (classification version 4.2, 2014) transfère cette espèce de la famille des Muscicapidae vers celle des Turdidae. Toutefois, son placement taxonomique et sa relation avec le genre Sialia sont encore incertains.

## Répartition
Cette espèce se trouve au Bhoutan, en Birmanie, au Tibet, en Inde et au Népal.